# Kondi
Kondi è un comune rurale del Mali facente parte del circondario di Diré, nella regione di Timbuctù.
Il comune è composto da 6 nuclei abitati:
- Dialloubé
- Feindoukeina
- Hougoubibi
- Intalassa
- Kondi
- Kondi-Keina